# 燐光群
燐光群（りんこうぐん）は、日本の劇団。

## 概要
1983年に旗揚げする。主宰である坂手洋二の作・演出作品を中心に、日本国内で年に3回から5回の公演を行い、ヨーロッパ、アメリカ公演の経験もある。「批評性とエンターテインメント性を併せ持つ実力派劇団」と評される。

## 賞歴
読売演劇大賞
- 1999年 - 『天皇と接吻』優秀賞
- 2002年 - 『最後の一人までが全体である』優秀賞
- 2004年 - 『だるまさんがころんだ』優秀賞、選考委員特別賞

## 主な劇団員
- 川中健二郎
- 中山マリ
- 猪熊恒和
- 大西孝洋
- 鴨川てんし
- 樋尾麻衣子
- 宮島千栄
- 桐畑りか
- 杉山英之
- 松岡洋子
- 西川大輔
- 武山尚史
- 鈴木陽介
- 根兵さやか
- 橋本浩明
- 秋葉ヨリエ